# 21 Dywizja Piechoty Armii Krajowej
21 Dywizja Piechoty AK – jedna z dywizji piechoty w strukturze organizacyjnej Armii Krajowej.
Pierwszą próbę odtworzenia struktur dywizji podjął płk Aleksander Stawarz, dowódca 2 Brygady Górskiej. Zorganizował Dywizję Podhalańską w Konspiracji, która w roku 1940, w południowej części Krakowskiego liczyła kilkuset żołnierzy.
Zgodnie z założeniami planu „Burza”, wyrażonymi w rozkazie z września 1942, oddziały partyzanckie miały zostać odtworzone w oparciu o Ordre de Bataille Wojska Polskiego sprzed 1 września 1939 roku.
W wyniku przeprowadzania akcji odtwarzania przedwojennych jednostek wojskowych w 1944 powstała 21 Dywizja Piechoty AK, w skład której wchodził 1 pułk strzelców podhalańskich AK (Okręg Kraków AK).